# Ветляны
Ветляны — посёлок в Добрянском районе Пермского края. Входит в состав Дивьинского сельского поселения.

## Географическое положение
Расположен на юге Добрянского района, на берегу реки Чусовая (при впадении в неё реки Ветляна), примерно в 12 км к востоку от административного центра поселения, посёлка Дивья. Автомобильная дорога Пермь — Чусовой проходит примерно в 1,5 км к северу от посёлка.

## Население
| 2010 |
| ---- |
| 100  |

## Топографические карты
- Лист карты O-40-66 Сылва. Масштаб: 1 : 100 000. Издание 1977 г.